# The Spirit of '43
The Spirit of '43 (L' esperit del '43) és un curt d'animació propagandístic estrenat per Walt Disney Studios el 7 de gener de 1943, al context de la Segona Guerra Mundial. Protagonitzat pel Ànec Donald, aquest curt és una seqüela de The New Spirit. Aquest curt significà la primera aparició del personatge de l'Oncle Garrepa, l'estalviador ànec escocès, malgrat que a l'Oncle Scrooge no se'l anomene ni així ni amb cap altre nom enlloc. Aquest film va ser creat per al Govern dels Estats Units, i com totes les pel·lícules fetes per o per al Govern dels Estats Units està al domini públic.

## Argument

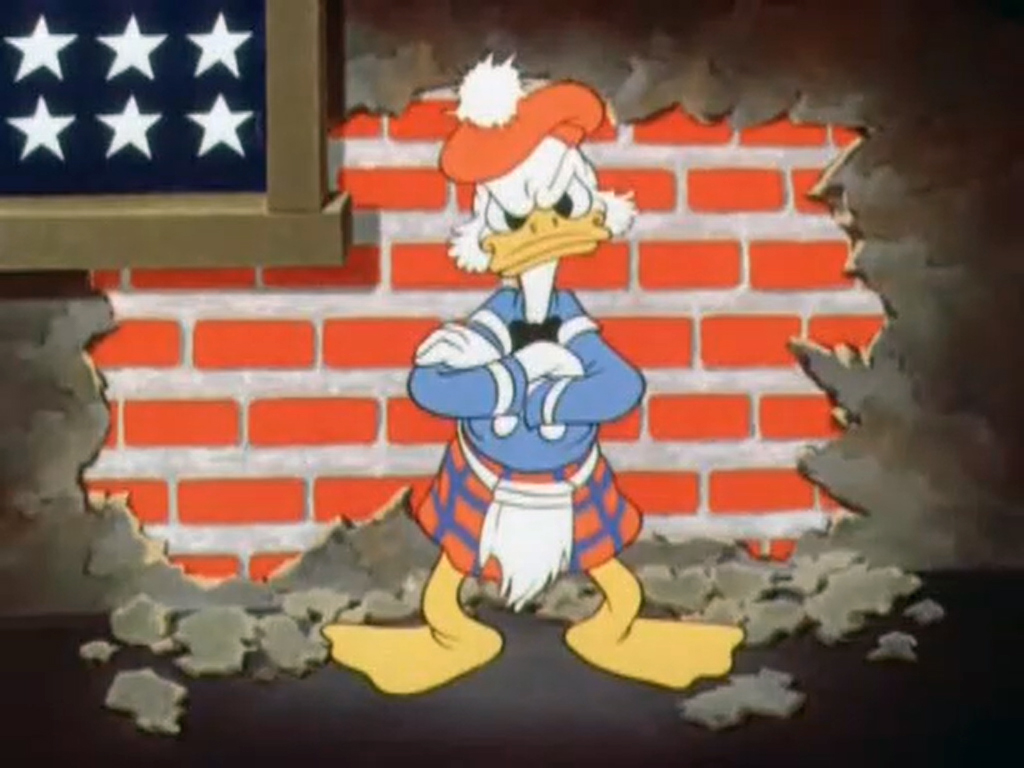
Un antecedent de l'Oncle Garrepa, personatge creat per Carl Barks el 1947, apareix a aquest curt.

Al curt, Donald representa un típic jornaler americà que cobra cada setmana a la seua fàbrica, i se li recorda que ha de pagar les seues taxes trimestrals per mantenir l'exèrcit en la seua lluita contra les Potències de l'Eix (ja que, als anys 40 els impostos no es descomptaven del sou com actualment, sinó que havia de fer-ho el mateix treballador). L'objectiu del film era encoratjar als patriòtics nord-americans a pagar religiosament cada 3 mesos. Açò es representa amb la típica escena dels dibuixos animats on apareixen un angelet i un dimoni als muscles, representant al bé i al mal. La banda roïna era representada per un ànec despreocupat de robes amples, que intenta convèncer a Donald en què es gaste els diners a la taverna. La banda bona, representada pel tòpic escocès estalviador, vestit a la manera tradicional, amb kilt i gorra escocesa, que intenta, sense èxit que Donald estalvie i pague el seu impost sobre la renda. Aquest personatge, de gran paregut tant pel disseny com per la personalitat amb l'Oncle Garrepa, representa també la unió dels EUA amb la resta de potències aliades i en particular, el Regne Unit. Quan Donald li dona la mà, convençut, al "Ànec roí" aquest es converteix en una caricatura d'Adolf Hitler a qui Donald fa fora d'una punyada.
L' escena final, sense cap personatge, i amb dibuixos realistes, ens ensenya com els impostos serveixen per enfonsar avions i vaixells del enemic.